# Brochocin (przystanek kolejowy)
Brochocin – nieistniejący przystanek osobowy w Brochocinie, w powiecie złotoryjskim, w województwie dolnośląskim, w Polsce.